# هوگو سیانچی
هوگو سیانچی (انگلیسی: Hugo Cianci؛ زادهٔ ۹ ژوئن ۱۹۸۹) بازیکن فوتبال اهل فرانسه است.